# ليه سبتها (ألبوم)
ليه سبتها هو ألبوم غنائي تم طرحه عام 2001 للمطربة المصرية أنغام وهو من إنتاج شركة عالم الفن والألبوم مكون من 9 أغنيات.

## الأغاني
- سيدى وصالك
- ليه سبتها
- راحت ليالى
- ماجبش سيرتى
- تضحك عليا
- نجوم الليل
- حبيتك ليه
- حيران
- أنا عندك

## روابط خارجية
- الألبوم على الموقع الرسمي للشركة المنتجة (شركة عالم الفن)